# Liste der Wappen im Landkreis Lörrach
Diese Liste beinhaltet alle in der Wikipedia gelisteten Wappen des Landkreis Lörrach in Baden-Württemberg, inklusive historischer Wappen. Alle Städte, Gemeinden und Kreise in Baden-Württemberg führen ein Wappen. Sie sind über die Navigationsleiste am Ende der Seite erreichbar.

## Landkreis Lörrach

Wappen des Landkreises Lörrach[1]
Der Landkreis Lörrach in Baden-Württemberg

## Städtewappen im Landkreis Lörrach

Kandern[2]
Lörrach[3]
Rheinfelden (Baden)[4]
Schopfheim[5]
Schönau im Schwarzwald[6]
Todtnau[7]
Weil am Rhein[8]
Zell im Wiesental[9]

## Gemeindewappen im Landkreis Lörrach

Aitern[10]
Bad Bellingen[11]
Binzen[12]
Böllen[13]
Efringen-Kirchen[14]
Eimeldingen[15]
Fischingen[16]
Fröhnd[17]
Grenzach-Wyhlen[18]
Hasel[19]
Hausen im Wiesental[20]
Häg-Ehrsberg[21]
Inzlingen[22]
Kleines Wiesental[23]
Malsburg-Marzell[24]
Maulburg[25]
Rümmingen[26]
Schallbach[27]
Schliengen[28]
Schwörstadt[29]
Schönenberg[30]
Steinen[31]
Tunau[32]
Utzenfeld[33]
Wembach[34]
Wieden[35]
Wittlingen[36]

## Ehemalige Gemeindewappen

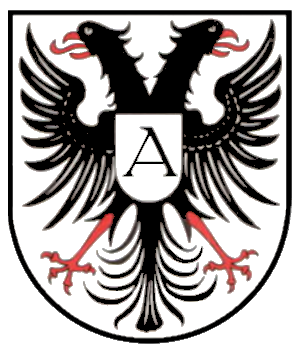
Adelhausen
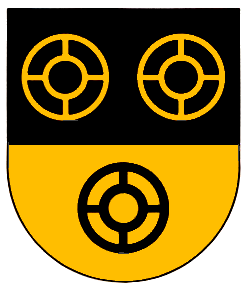
Adelsberg
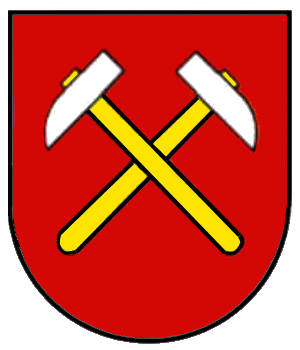
Aftersteg
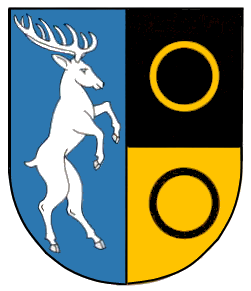
Atzenbach
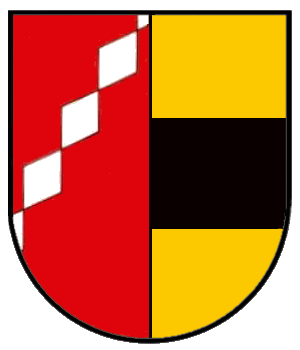
Bamlach
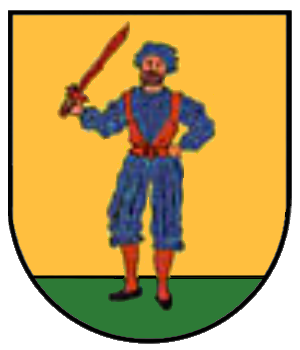
Bellingen
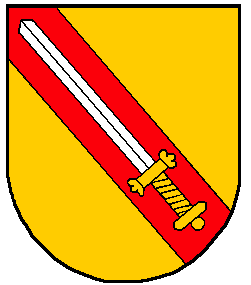
Blansingen
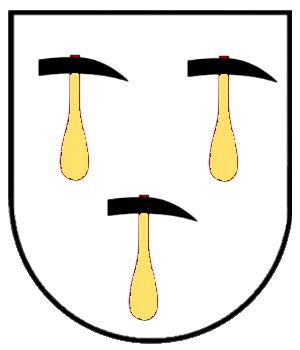
Brandenberg
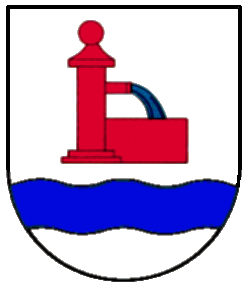
Brombach
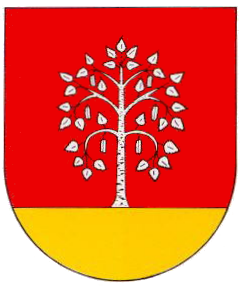
Bürchau
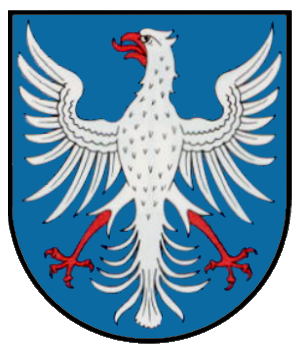
Degerfelden
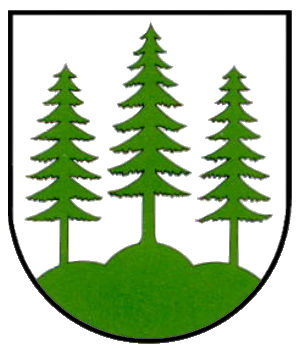
Dossenbach
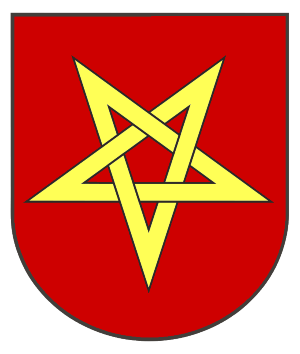
Efringen
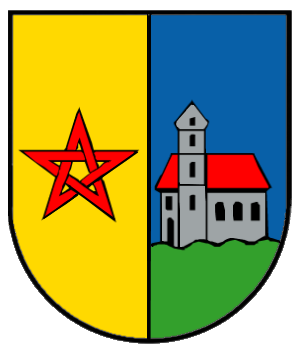
Efringen-Kirchen alt
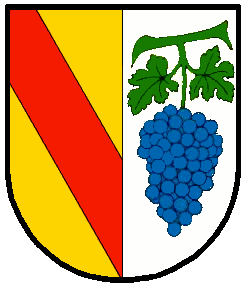
Egringen
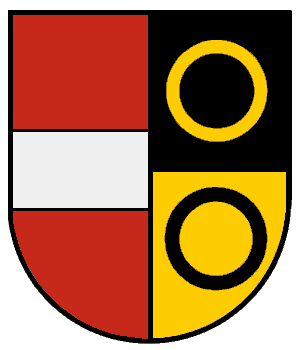
Ehrsberg
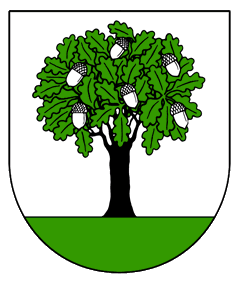
Eichen
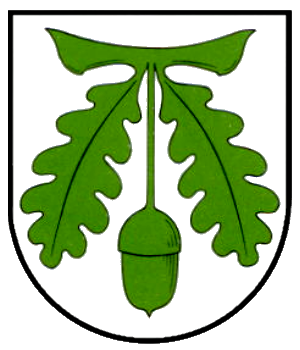
Eichsel
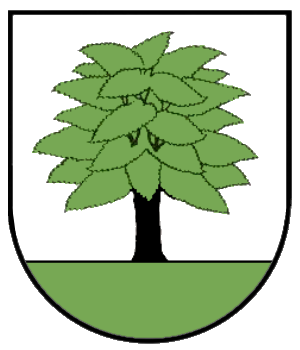
Elbenschwand
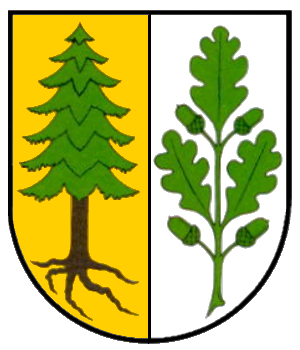
Endenburg
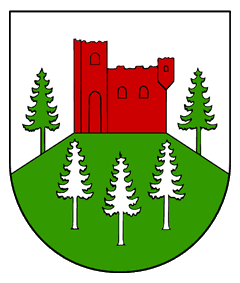
Enkenstein
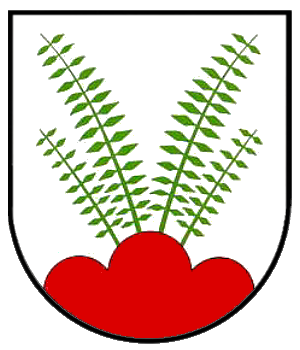
Fahrnau
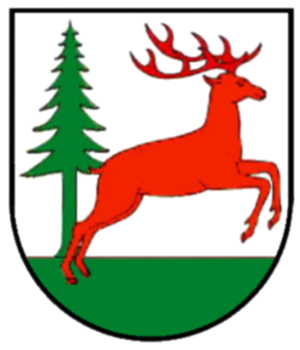
Feuerbach
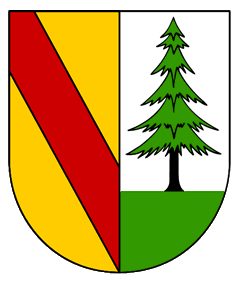
Gersbach
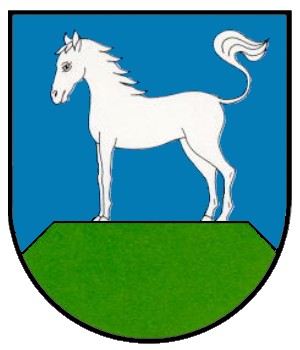
Geschwend
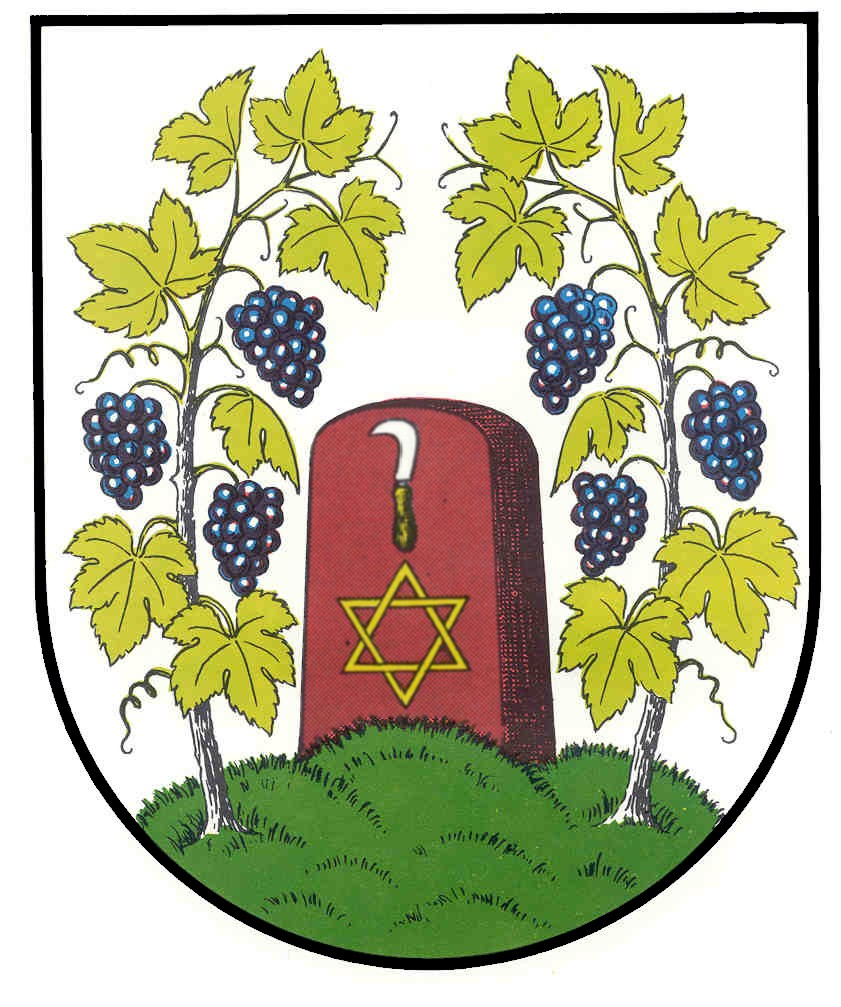
Grenzach
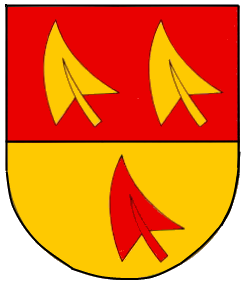
Gresgen
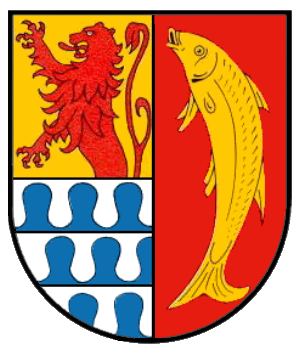
Haagen
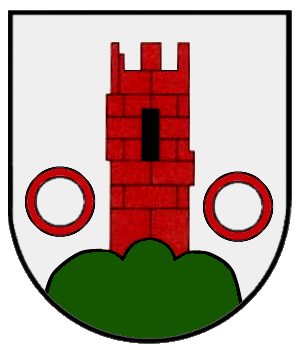
Häg
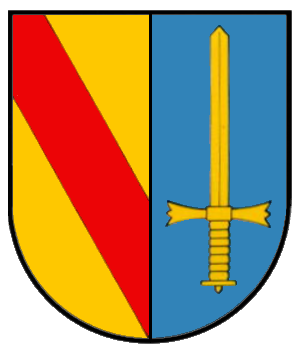
Hägelberg
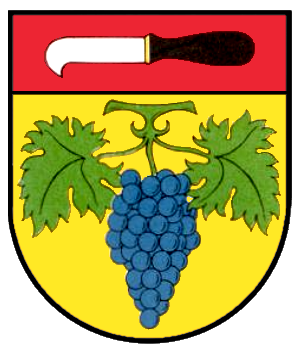
Haltingen
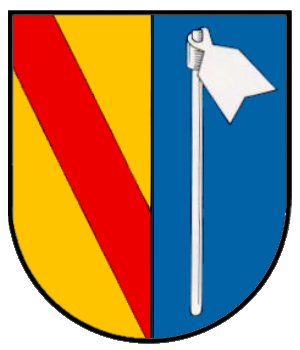
Hauingen
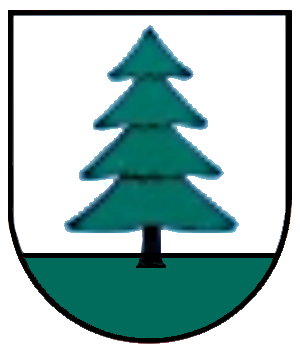
Herrenschwand
Herten[70]
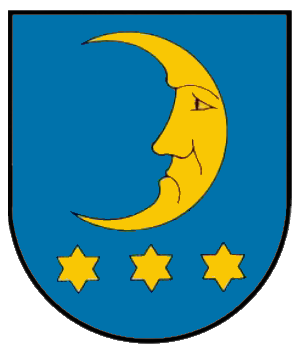
Hertingen
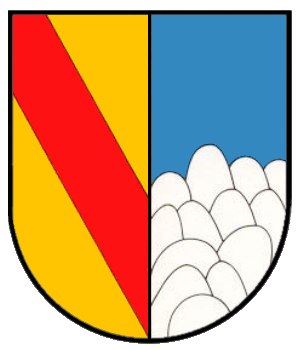
Höllstein
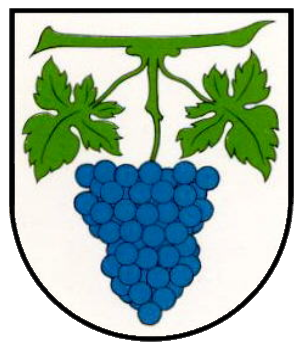
Holzen
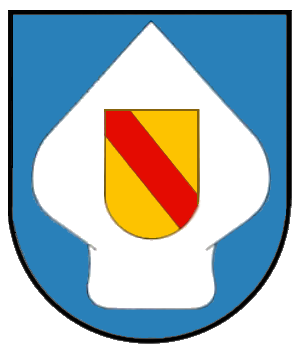
Hüsingen
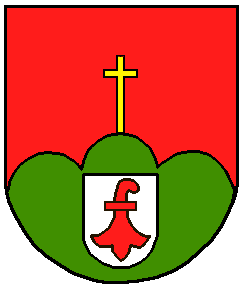
Huttingen
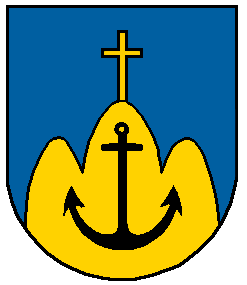
Istein
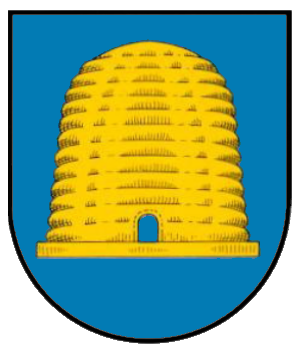
Karsau
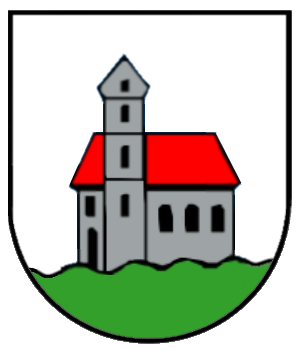
Kirchen
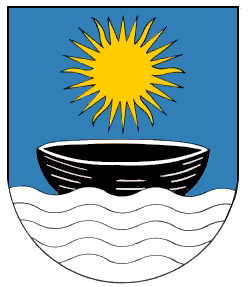
Kleinkems
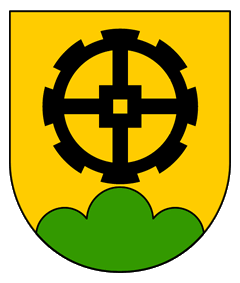
Kürnberg
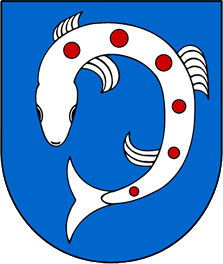
Langenau
Liel[82]
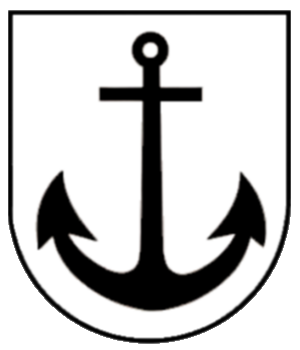
Märkt
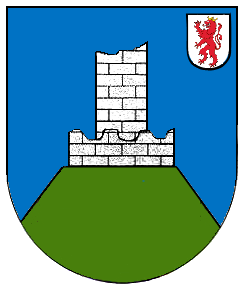
Malsburg
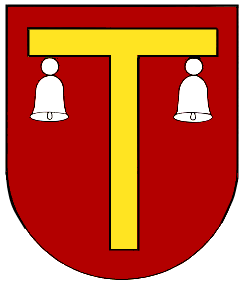
Mambach
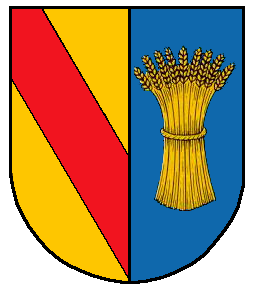
Mappach
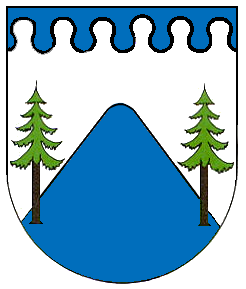
Marzell
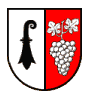
Mauchen
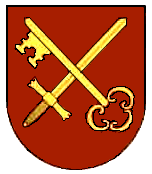
Minseln
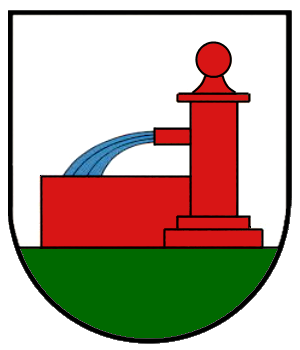
Muggenbrunn
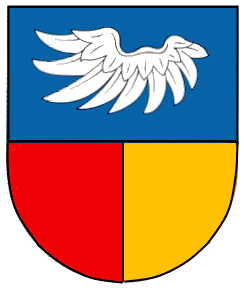
Neuenweg
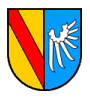
Niedereggenen
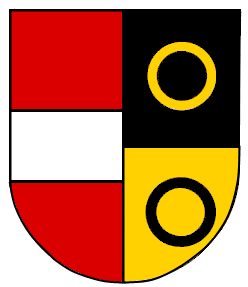
Niederschwörstadt
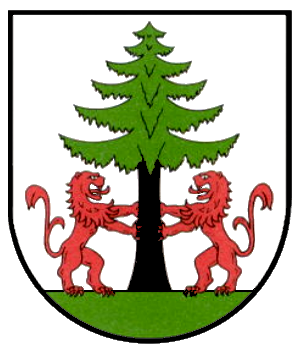
Nordschwaben
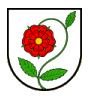
Obereggenen
Oberschwörstadt?
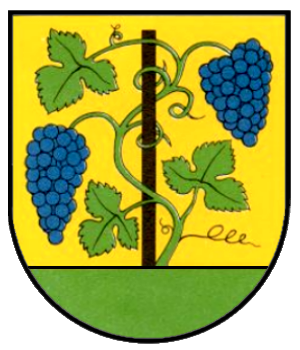
Ötlingen
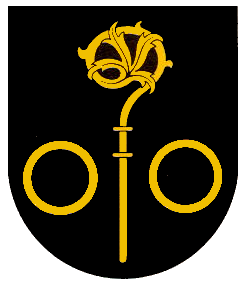
Pfaffenberg
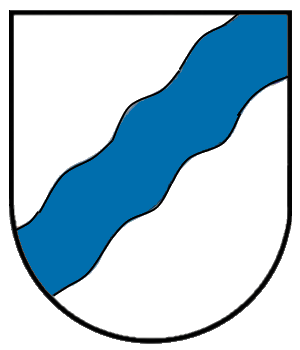
Präg
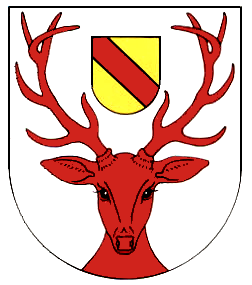
Raich
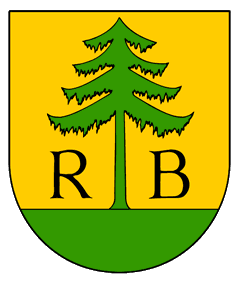
Raitbach
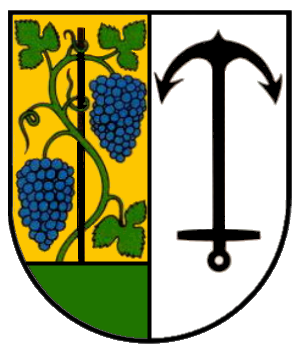
Rheinweiler
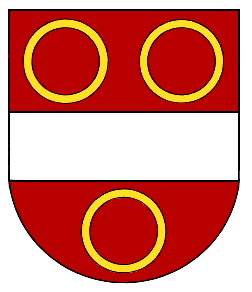
Riedichen
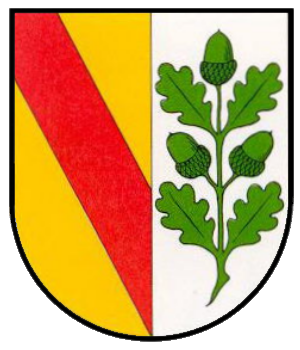
Riedlingen
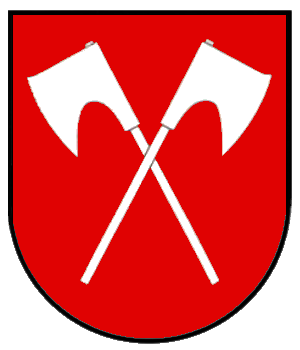
Schlächtenhaus
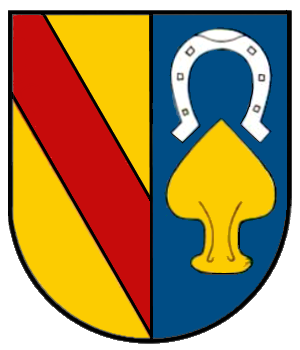
Sallneck
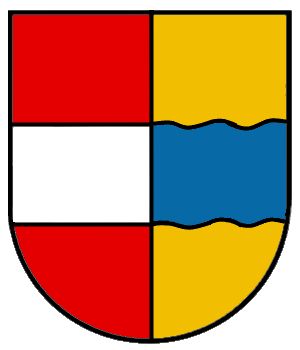
Schlechtnau
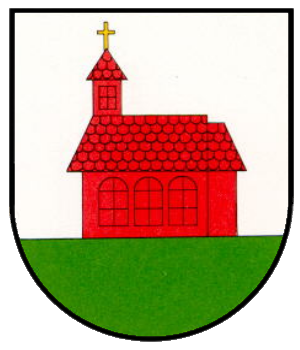
Sitzenkirch
Steinen alt[108]
Stetten[109]
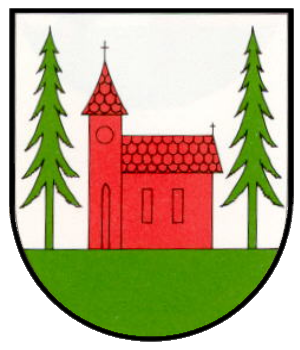
Tannenkirch
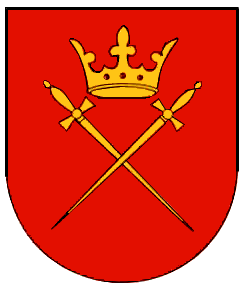
Tegernau
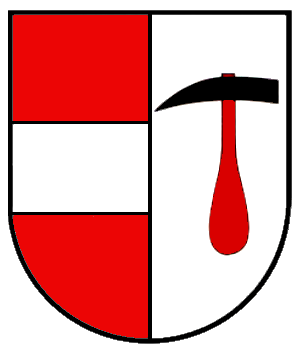
Todtnauberg
Tüllingen[113]
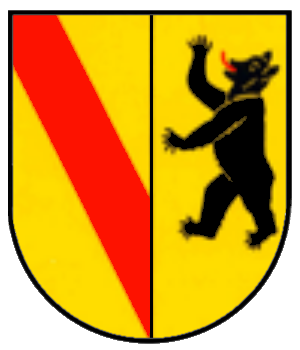
Tumringen
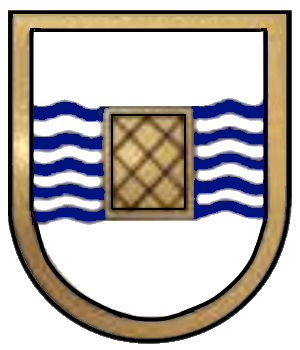
Warmbach
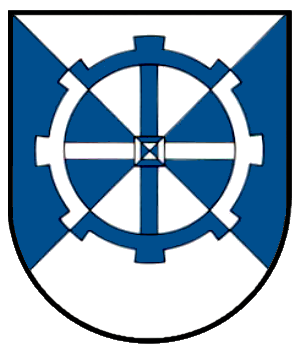
Weitenau
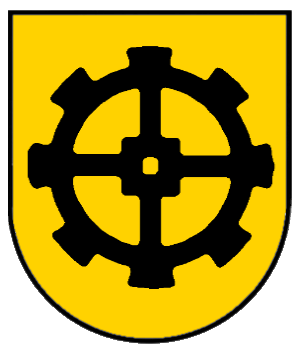
Welmlingen
Wiechs[118]
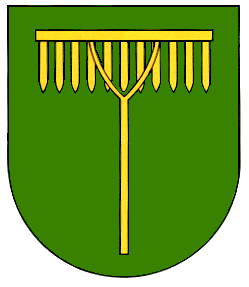
Wies
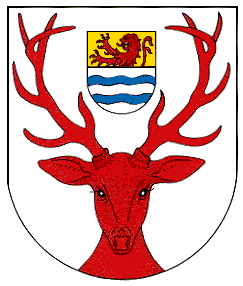
Wieslet
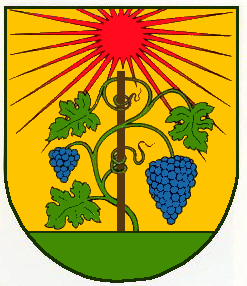
Wintersweiler
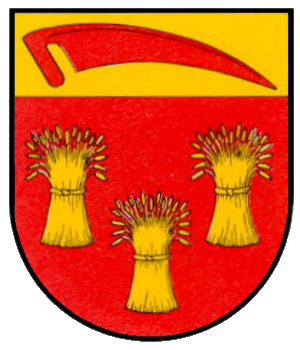
Wollbach
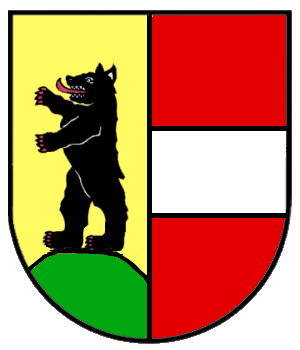
Wyhlen

## Blasonierungen
1. ↑  Landkreis Lörrach: In geteiltem Schild oben in Silber (Weiß) ein nach links gekehrter wachsender roter Löwe, unten gespalten, vorne in Gold (Gelb) ein roter Schrägrechtsbalken, hinten in Blau ein silberner (weißer) Schräglinks-Wellenbalken.
2. ↑  Kandern: In Gold eine rote Kanne mit Deckel.
3. ↑  Lörrach: In Rot eine aufsteigende goldene Lerche.
4. ↑  Rheinfelden (Baden): In Gold ein roter Löwe, in der linken Vorderpranke eine rote Rose an grünem Stiel mit zwei grünen Blättern haltend.
5. ↑  Schopfheim: In gespaltenem Schild vorne in Gold ein roter Schrägbalken, hinten in Blau der silbern gekleidete Erzengel Michael mit rotem Schwert in der erhobenen Rechten und einer roten Waage in der gesenkten Linken.
6. ↑  Schönau im Schwarzwald: In gespaltenem Schild vorne in Rot ein silberner Balken, hinten in Blau ein steigender goldener Hirsch.
7. ↑  Todtnau: In Gold auf grünem Boden ein linkshin schreitender Bergmann in silbern geschmückter grüner Gewandung mit schwarzer Kappe, mit der Rechten einen schwarzen Schlägel schulternd, in der Linken eine brennende Fackel haltend; an den Armen hängen rechts ein schwarzer Beutel, links zwei schwarze Steigeisen.
8. ↑  Weil am Rhein: In Silber über einem blauen Wellenbalken eine blaue Weintraube mit grünem Blatt.
9. ↑  Zell im Wiesental: In Rot ein mit vier blauen Wellenfäden belegter silberner Balken.
10. ↑  Aitern: In Silber ein blauer Wellenschrägbalken, begleitet von zwei blauen Eisen mit schwarzem Stiel.
11. ↑  Bad Bellingen: In von silbernem Wellenbalken geteiltem Schild oben in Blau eine aus dem Wellenbalken aufsteigende geteilte silberne Fontäne, unten in Grün eine goldene Weintraube.
12. ↑  Binzen: In Blau mit rotem Schildhaupt, worin eine aufgehende goldene Sonne, eine goldene Korngarbe.
13. ↑  Böllen: In Blau auf grünem Schildfuß ein goldener Berg.
14. ↑  Efringen-Kirchen: In gespaltenem Schild vorne in Rot ein linksgewendeter goldener Löwe, hinten in Silber der rote Baselstab.
15. ↑  Eimeldingen: In gespaltenem und halbgeteiltem Schild vorn in Gold ein roter Schrägbalken, hinten oben in Blau eine goldene Garbe, unten in Silber an einem grünen Rebast mit zwei Blättern eine grüne Weintraube.
16. ↑  Fischingen: In Gold ein roter Schrägbalken, belegt mit einem nach oben schwimmenden silbernen Fisch.
17. ↑  Fröhnd: In gespaltenem Schild vorne in Rot ein golden gedeckter goldener Kelch, hinten in Blau ein steigender goldener Hirsch.
18. ↑  Grenzach-Wyhlen: In Gold zwei erniedrigte blaue Wellenleisten, darauf vorne ein linkshin aufgerichteter, rot bewehrter und rot bezungter schwarzer Bär, hinten eine schwebende blaue Traube mit grünem Stiel und Blatt.
19. ↑  Hasel: In Silber auf grünem Dreiberg ein grüner Haselstrauch.
20. ↑  Hausen im Wiesental: In Grün ein silbernes Fachwerkhaus (Hebelhaus).
21. ↑  Häg-Ehrsberg: In gespaltenem Schild vorne in Silber auf grünem Dreiberg ein gemauerter roter Zinnenturm, hinten von Schwarz und Gold geteilt, oben und unten je ein Ring in verwechselten Farben.
22. ↑  Inzlingen: In gespaltenem Schild vorne in Gold ein roter Schrägbalken, hinten in Gold eine aufrechte schwarze Saufeder.
23. ↑  Kleines Wiesental: Geteilt durch einen überhöhten Sparrenschnitt in Rot und Gold, eine achtzweigige grüne Tanne mit schwarzem Stamm über einen aus dem unteren Schildrand wachsenden gestürzten abgesenkten blauen Wellengöpel.
24. ↑  Malsburg-Marzell: In Silber auf grünem Berg eine rote Burg, beseitet von 2 grünen Tannen mit schwarzem Stamm.
25. ↑  Maulburg: In Silber ein roter Zinnenturm mit offenem schwarzem Tor.
26. ↑  Rümmingen: In geteiltem Schild oben in Gold ein wachsender, doppelgeschwänzter roter Löwe, unten in Silber auf grünem Dreiberg ein grüner Apfelbaum mit roten Früchten und schwarzem Stamm.
27. ↑  Schallbach: In gespaltenem Schild vorne in Gold ein roter Schrägbalken, hinten in Blau ein silbernes Hufeisen.
28. ↑  Schliengen: In gespaltenem Schild vorne in Rot ein goldenes Hufeisen, hinten in Silber ein schwarzer Baselstab.
29. ↑  Schwörstadt: In halbgeteiltem und gespaltenem Schild vorne oben in Schwarz ein goldener, unten in Gold ein schwarzer Ring, hinten in Silber ein doppelgeschwänzter, golden gekrönter roter Löwe.
30. ↑  Schönenberg: In Rot ein silberner Balken, begleitet oben von zwei, unten von einem silbernen Eisen mit goldenem Stiel.
31. ↑  Steinen: In Blau auf erhöhtem grünem Schildfuß, darin ein silberner Wellenbalken, eine durchgehende, getreppte (3:4) silberne Quadermauer.
32. ↑  Tunau: In Blau drei (2:1) gestürzte goldene Pflugschareinen.
33. ↑  Utzenfeld: In Blau schräggekreuzt eine silberne Zange und ein goldener Palmzweig.
34. ↑  Wembach: In Silber eine durchgehende blaue Wellendeichsel.
35. ↑  Wieden: In gespaltenem Schild vorne in Silber ein grüner Weidenzweig, hinten in Blau ein steigender goldener Hirsch.
36. ↑  Wittlingen: In gespaltenem Schild vorne in Gold ein roter Schrägbalken, hinten in Blau eine gestürzte goldene Pflugschar.
37. ↑  Adelhausen: In Silber ein rot bewehrter, rot bezungter schwarzer Doppeladler mit silbernem Brustschild, darin der schwarze Großbuchstabe A.
38. ↑  Adelsberg: In von Schwarz und Gold geteiltem Schild drei (2:1) vierspeichige Räder in verwechselten Farben.
39. ↑  Aftersteg: In Rot zwei schräggekreuzte silberne Eisen mit goldenem Stiel.
40. ↑  Atzenbach: In gespaltenem und halbgeteiltem Schild vorne in Blau ein linksgewendeter, steigender silberner Hirsch, hinten oben in Schwarz ein goldener, unten in Gold ein schwarzer Ring.
41. ↑  Bamlach: In gespaltenem Schild vorne in Rot ein gerauteter silberner Schräglinksbalken, hinten in Gold ein schwarzer Balken.
42. ↑  Bellingen alt: In Gold auf grünem Boden ein blau gekleideter, bärtiger Landsknecht mit blauer Mütze, roter Weste, roten Strümpfen und schwarzen Schuhen, in der erhobenen Rechten ein rotes Schwert, die Linke in die Seite gestemmt.
43. ↑  Blansingen: In Gold ein roter Schrägbalken, belegt mit einem silbernen Schwert mit goldenem Griff.
44. ↑  Brandenberg:
45. ↑  Brombach: In Silber über einem erniedrigten blauen Wellenbalken ein linksgewendeter roter Brunnen mit blauem Wasser.
46. ↑  Bürchau: In Rot auf goldenem Schildfuß eine silberne Birke.
47. ↑  Degerfelden: In Blau ein rot bewehrter, rot bezungter silberner Adler.
48. ↑  Dossenbach: In Silber auf grünem Dreiberg drei grüne Tannen.
49. ↑  Efringen: In Rot ein goldenes Pentagramm.
50. ↑  Efringen-Kirchen alt: In gespaltenem Schild vorne in Gold ein rotes Pentagramm, hinten in Blau auf grünem Boden eine silberne Kirche mit rotem Dach.
51. ↑  Egringen: In gespaltenem Schild vorne in Gold ein roter Schrägbalken, hinten in Silber an einem liegenden grünen Rebzweig eine blaue Traube mit zwei Blättern.
52. ↑  Ehrsberg: In gespaltenem und halbgeteiltem Schild vorne in Rot ein silberner Balken, hinten oben in Schwarz ein goldener, unten in Gold ein schwarzer Ring.
53. ↑  Eichen: In Silber auf grünem Boden eine grüne Eiche mit silbernen Eicheln und schwarzem Stamm.
54. ↑  Eichsel: In Silber an einem liegenden grünen Eichenzweig eine Eichel und zwei Blätter.
55. ↑  Elbenschwand: In Silber auf grünem Boden eine grüne Ulme mit schwarzem Stamm.
56. ↑  Endenburg: In gespaltenem Schild vorne in Gold eine bewurzelte grüne Tanne mit schwarzem Stamm, hinten in Silber ein grüner Eichenzweig mit vier Eicheln und drei Blättern.
57. ↑  Enkenstein: In Silber auf grünem Tafelberg eine rote Burgruine zwischen je einer auf dem rechten und linken Hang wachsenden grünen Tanne, der Berg belegt mit drei (2:1) silbernen Tannen.
58. ↑  Fahrnau: In Silber ein roter Dreiberg, auf der mittleren Kuppe vier grüne Farnwedel.
59. ↑  Feuerbach: In Silber auf grünem Boden ein nach links springender roter Hirsch, rechts beseitet von einer grünen Tanne.
60. ↑  Gersbach: In gespaltenem Schild vorne in Gold ein roter Schrägbalken, hinten in Silber auf grünem Boden eine grüne Tanne mit schwarzem Stamm.
61. ↑  Geschwend: In Blau auf breitem grünem Tafelberg ein stehendes silbernes Fohlen.
62. ↑  Grenzach: Grenzstein mit Hexagramm, darüber Rebmesser, beidseitig umrankt von Weinreben. Der Entwurf In Gold ein rotes Hexagramm, darin ein Rebmesser mit blauer Schneide und schwarzem Griff wurde nicht angenommen.
63. ↑  Gresgen: In von Rot und Gold geteiltem Schild drei (2:1) gestürzte Pflugscharen in verwechselten Farben.
64. ↑  Haagen: In halbgeteiltem und gespaltenem Schild unten blauer Feh in Silber, oben in Gold ein wachsender roter Löwe, hinten in Rot ein goldener Fisch.
65. ↑  Häg: In Silber auf grünem Dreiberg ein roter Zinnenturm, beseitet von je einem roten Ring.
66. ↑  Hägelberg: In gespaltenem Schild vorne in Gold ein roter Schrägbalken, hinten in Blau ein goldenes Schwert.
67. ↑  Haltingen: Unter rotem Schildhaupt, darin ein Rebmesser mit silberner Schneide und schwarzem Griff, in Gold an einem liegenden grünen Rebzweig eine blaue Traube mit zwei Blättern.
68. ↑  Hauingen: In gespaltenem Schild vorne in Gold ein roter Schrägbalken, hinten in Blau eine linksgewendete silberne Haue.
69. ↑  Herrenschwand:
70. ↑  Herten: In Blau ein goldenes Hexagramm, darin der österreichische Bindenschild (in Rot ein silberner Balken).
71. ↑  Hertingen: In Blau ein zunehmender gebildeter goldener Mond über drei balkenweise gestellten goldenen Sternen.
72. ↑  Höllstein: In gespaltenem Schild vorne in Gold ein roter Schrägbalken, hinten in Blau aus dem unteren Schildrand kommendes silbernes Gestein.
73. ↑  Holzen: In Silber an einem liegenden grünen Rebzweig eine blaue Traube mit zwei Blättern.
74. ↑  Hüsingen: In Blau eine gestürzte silberne Pflugschar, belegt mit einem goldenen Wappenschild, darin ein roter Schrägbalken.
75. ↑  Huttingen: In Rot auf grünem Dreiberg ein goldenes Kreuz, der Dreiberg belegt mit einem silbernen Schild, darin ein linksgewendeter roter Bischofsstab (Baselstab).
76. ↑  Istein: In Blau auf goldenem Dreiberg, belegt mit einem schwarzen Anker, ein goldenes Kreuz.
77. ↑  Karsau: In Blau ein goldener Bienenkorb.
78. ↑  Kirchen: In Silber auf grünem Boden eine Kirche in natürlicher Farbe.
79. ↑  Kleinkems: In Blau über einem auf silbernem Wasser schwimmenden schwarzen Fischerkahn (Weidling) eine flammende goldene Sonne.
80. ↑  Kürnberg:
81. ↑  Langenau: In Blau eine aufgebogene silberne Forelle mit roten Tupfen.
82. ↑  Liel: In Rot ein sechsstrahliger goldener Stern. [Von 1937 bis 1960: Von Silber und Schwarz geschacht.]
83. ↑  Märkt: In Silber ein schwarzer Anker.
84. ↑  Malsburg: In Blau auf grünem Tafelberg eine silberne Burgruine, im linken Obereck ein schwebendes silbernes Schildchen, darin ein aufgerichteter, golden gekrönter roter Löwe.
85. ↑  Mambach: In Rot ein goldenes Antoniuskreuz, behängt mit zwei silbernen Glöckchen.
86. ↑  Mappach: In gespaltenem Schild vorne in Gold ein roter Schrägbalken, hinten in Blau eine goldene Garbe.
87. ↑  Marzell: Unter blauem Wolkenschildhaupt in Silber ein steiler blauer Berg, rechts und links auf dem Hang je eine grüne Tanne mit schwarzem Stamm.
88. ↑  Mauchen: In gespaltenem Schild vorne in Silber ein linksgewendeter schwarzer Bischofsstab (Baselstab), hinten in Rot eine silberne Traube mit zwei Blättern.
89. ↑  Minseln: In Rot schräggekreuzt ein goldener Schlüssel (mit dem Bart oben und auswärts gekehrt) und ein goldenes Schwert.
90. ↑  Muggenbrunn: In Silber auf grünem Boden ein roter Brunnen mit blauem Wasserstrahl.
91. ↑  Neuenweg: In Rot ein goldener Schrägbalken.
92. ↑  Niedereggenen: In gespaltenem Schild vorne in Gold ein roter Schrägbalken, hinten in Blau ein silberner Adlerflug.
93. ↑  Niederschwörstadt: In gespaltenem und halbgeteiltem Schild vorne in Rot ein silberner Balken, hinten oben in Schwarz ein goldener, unten in Gold ein schwarzer Ring.
94. ↑  Nordschwaben: In Silber auf grünem Boden eine grüne Tanne mit schwarzem Stamm, an der sich beiderseits je ein roter Löwe aufrichtet.
95. ↑  Obereggenen: In Silber eine golden besamte, fünfblättrige rote Rose mit doppelter Blattlage und grünen Kelchblättern an einem sich aus dem unteren Schildrand von links nach rechts emporrankenden grünen Stiel mit drei Blättern.
96. ↑  Ötlingen: In Gold auf grünem Boden an schwarzem Stecken ein grüner Rebstock mit beiderseits je einer blauen Traube und rechts zwei, links einem Blatt.
97. ↑  Pfaffenberg: In Schwarz ein goldener Abtsstab, beseitet von je einem goldenen Ring.
98. ↑  Präg: In Silber ein blauer Wellenschrägbalken.
99. ↑  Raich: In Silber ein aus dem unteren Schildrand wachsender roter Hirschkopf im Visier mit zwölfendigem Geweih, zwischen den Stangen schwebend ein goldener Schild, darin ein roter Schrägbalken.
100. ↑  Raitbach: In Gold auf grünem Boden eine grüne Tanne, beseitet von den schwarzen Großbuchstaben R und B.
101. ↑  Rheinweiler: In gespaltenem Schild vorne in Gold auf grünem Boden an schwarzem Stecken ein grüner Rebstock mit beiderseits einer blauen Traube und rechts einem, links zwei Blättern, hinten in Silber ein gestürzter schwarzer Anker.
102. ↑  Riedichen: In Rot ein silberner Balken, begleitet von drei (2:1) goldenen Ringen.
103. ↑  Riedlingen: In gespaltenem Schild vorne in Gold ein roter Schrägbalken, hinten in Silber ein grüner Eichenzweig mit drei Eicheln und vier Blättern.
104. ↑  Schlächtenhaus: In Rot zwei schräggekreuzte silberne Schlachtbeile.
105. ↑  Sallneck: In gespaltenem Schild vorne in Gold ein roter Schrägbalken, hinten in Blau ein silbernes Hufeisen, darunter eine gestürzte goldene Pflugschar.
106. ↑  Schlechtnau: In gespaltenem Schild vorne in Rot ein silberner Balken, hinten in Gold ein blauer Wellenbalken.
107. ↑  Sitzenkirch: In Silber auf grünem Boden in Seitenansicht eine rote Kirche mit Apsis, auf dem Türmchen ein goldenes Kreuz.
108. ↑  Steinen alt: In geteiltem Schild oben in Blau drei (1:2) silberne Mauersteine auf der Teilung, unten in Grün ein silberner Wellenbalken.
109. ↑  Stetten: Durch einen roten Balken geteilt, oben in Schwarz zwei goldene Ringe, unten in Gold ein schwarzer Ring.
110. ↑  Tannenkirch: In Silber auf grünem Boden in Seitenansicht eine rote Kirche [mit Turm rechts] zwischen je einer grünen Tanne.
111. ↑  Tegernau: In Rot zwei schräggekreuzte, mit den Spitzen nach unten gekehrte goldene Schwerter, darüber eine goldene Krone.
112. ↑  Todtnauberg: In gespaltenem Schild vorne in Rot ein silberner Balken, hinten in Silber ein schwarzes Eisen mit rotem Stiel.
113. ↑  Tüllingen: In Blau zwei schräggekreuzte goldene Säbel.
114. ↑  Tumringen: In gespaltenem Schild vorne in Gold ein roter Schrägbalken, hinten in Gold ein aufgerichteter, rot bezungter schwarzer Bär.
115. ↑  Warmbach: In einem silbernen Schild ein blauer Bach in der Richtung des Querbalkens, belegt an der Stelle der Mittelvierung von einem quadratischen Stein in natürlicher Farbe.
116. ↑  Weitenau: In von Silber und Blau schräg geviertem Schild ein vierspeichiges Mühlrad in verwechselten Farben.
117. ↑  Welmlingen: In Gold ein vierspeichiges [achtschaufliges] schwarzes Mühlrad.
118. ↑  Wiechs: In Blau auf den Kuppen eines silbernen Dreiberges je eine goldene Getreideähre, die mittlere mit zwei, die äußeren mit je einem Blatt.
119. ↑  Wies: In Grün ein goldener Rechen.
120. ↑  Wieslet: In Silber ein aus dem unteren Schildrand wachsender roter Hirschkopf im Visier mit zwölfendigem Geweih, zwischen den Stangen schwebend ein geteiltes Schildchen, darin oben in Gold ein wachsender roter Löwe, unten in Silber zwei blaue Wellenbalken.
121. ↑  Wintersweiler: In Gold auf grünem Boden an schwarzem Stecken ein grüner Rebstock mit beiderseits einer blauen Traube und rechts zwei, links einem Blatt, darüber eine rote Strahlensonne.
122. ↑  Wollbach: Unter goldenem Schildhaupt, worin ein [linkshin liegendes] rotes Sensenblatt, in Rot drei (2:1) goldene Garben.
123. ↑  Wyhlen: In gespaltenem Schild vorne in Gold auf grünem Dreiberg ein aufgerichteter, rot bewehrter und rot bezungter schwarzer Bär, hinten in Rot ein silberner Balken.